# Metélőzeller
Metélőzeller (latinul: apium graveolens var. secalinum): gumója alig van. Vitaminokban és ásványi sókban gazdag, illatos levélzetéért termesztik. Hidegtűrő, így házi kertekben egész  télen frissen szedhető. A zeller minden változatának a termése, a zellermag is fontos fűszer. Az illatos, enyhén kesernyés termés a paradicsomlének, a ketchupnak, különféle mártásoknak, hal- és tojásféléknek, salátáknak kitűnő fűszere. A készen kapható asztali fűszer a zellersó, a termésőrlemény és a só finom keveréke.